# Давід Деген
Давід Деген (нім. David Degen, нар. 15 лютого 1983, Лісталь) — швейцарський футболіст, півзахисник клубу «Базель» та національної збірної Швейцарії. Триразовий чемпіон Швейцарії.
Брат-близнюк партнера по клубу та національній збірній Філіпа Дегена.

## Клубна кар'єра
Народився 15 лютого 1983 року в місті Лісталь. Вихованець юнацьких команд футбольних клубів «Обердорф», «Базель» та «Аарау».
У дорослому футболі дебютував 2000 року виступами за команду клубу «Аарау», в якій провів три сезони, взявши участь у 30 матчах чемпіонату.
Своєю грою за цю команду привернув увагу представників тренерського штабу клубу «Базель», до складу якого приєднався 2003 року. Відіграв за команду з Базеля наступні три сезони своєї ігрової кар'єри. Більшість часу, проведеного у складі «Базеля», був основним гравцем команди. За ці роки двічі ставав чемпіоном Швейцарії.
2006 року уклав контракт з «Боруссією» (Менхенгладбах), проте стати основним гравцем німецької команди не зміг і вже за рік, у 2007, повернувся до «Базеля» на умовах оренди.
2008 року став гравцем клубу «Янг Бойз», у складі якого провів наступні чотири роки своєї кар'єри гравця. Граючи у складі «Янг Бойз» також здебільшого виходив на поле в основному складі команди.
До складу клубу «Базель» повторно приєднався 2012 року. Відтоді встиг відіграти за команду з Базеля 17 матчів в національному чемпіонаті.

## Виступи за збірну
2006 року дебютував в офіційних матчах у складі національної збірної Швейцарії. Наразі провів у формі головної команди країни 17 матчів.
У складі збірної був учасником чемпіонату світу 2006 року у Німеччині.

## Титули і досягнення
- Чемпіон Швейцарії (3):

«Базель»: 2003-04, 2004-05, 2007-08